# Chrysoritis aridus
Chrysoritis aridus is een vlinder uit de familie van de Lycaenidae. De wetenschappelijke naam van de soort is voor het eerst gepubliceerd in 1953 door Kenneth Misson Pennington.

## Verspreiding
De soort komt voor in Zuid-Afrika (West-Kaap en Noord-Kaap).

## Waardplanten
De rups leeft op Chrysanthemoides incana (Asteraceae) en Zygophyllum (Zygophyllaceae). 